# Еден Бен-Басат
Еде́н Бен-Баса́т (івр. עדן בן בסט, *нар. 8 вересня 1986, Кір'ят-Хаїм) — ізраїльський футболіст, нападник «Хапоеля» (Хайфа). Грав за національну збірну Ізраїлю.

## Клубна кар'єра
Народився 8 вересня 1986 року в місті Кір'ят-Хаїм. Вихованець юнацьких команд футбольних клубів «Хапоель» (Хайфа) та «Маккабі» (Хайфа).
У дорослому футболі дебютував 2003 року виступами за команду клубу «Маккабі» (Хайфа), в якій провів чотири сезони, взявши участь у 21 матчі чемпіонату.
Згодом з 2007 по 2013 рік грав у складі команд клубів «Маккабі» (Герцлія), «Хапоель» (Хайфа), «Хапоель» (Кір'ят-Шмона), «Хапоель» (Тель-Авів) та «Брест».
До складу клубу «Тулуза» приєднався в січні 2013 року. Відіграв за команду з Тулузи півтора сезони (7 голів у 32 іграх першості), після чого повернувся на батьківщину, уклавши у липні 2014 року чотирирічний контракт з тель-авівським «Маккабі», який сплатив за перехід гравця 700 тисяч євро.
Провівши три роки в «Маккабі», на сезон приєднався до «Хапоеля» (Хайфа), згодом рік провів у «Хапоелі» (Беер-Шева), після чого повернувся до команди з Хайфи.

## Виступи за збірні
У 2003 році дебютував у складі юнацької збірної Ізраїлю, взяв участь у 17 іграх на юнацькому рівні, відзначившись 9 забитими голами.
У 2012 році дебютував в офіційних матчах у складі національної збірної Ізраїлю. Протягом наступних трьох років провів у формі головної команди країни 12 матчів, забивши 7 голів.
| Дата       | Місто      | Господарі         | Результат | Гості             | Турнір            | Голи | Примітки |
| ---------- | ---------- | ----------------- | --------- | ----------------- | ----------------- | ---- | -------- |
| 11/09/2012 | Рамат-Ган  | Ізраїль           | 0 – 4     | Росія             | Відбір до ЧС 2014 | -    |          |
| 12/10/2012 | Люксембург | Люксембург        | 0 – 6     | Ізраїль           | Відбір до ЧС 2014 | 1    |          |
| 16/10/2012 | Рамат-Ган  | Ізраїль           | 3 – 0     | Люксембург        | Відбір до ЧС 2014 | 1    |          |
| 14/11/2012 | Рамат-Ган  | Ізраїль           | 1 – 2     | Білорусь          | товариський матч  | -    |          |
| 06/02/2013 | Нетанья    | Ізраїль           | 2 – 1     | Фінляндія         | товариський матч  | 1    |          |
| 22/03/2013 | Рамат-Ган  | Ізраїль           | 3 – 3     | Португалія        | Відбір до ЧС 2014 | 1    |          |
| 26/03/2013 | Белфаст    | Північна Ірландія | 0 – 2     | Ізраїль           | Відбір до ЧС 2014 | 1    |          |
| 14/08/2013 | Київ       | Україна           | 2 – 0     | Ізраїль           | товариський матч  | -    |          |
| 11/10/2013 | Лісабон    | Португалія        | 1 – 1     | Ізраїль           | Відбір до ЧС 2014 | 1    |          |
| 15/10/2013 | Рамат-Ган  | Ізраїль           | 1 – 1     | Північна Ірландія | Відбір до ЧС 2014 | 1    |          |
| 05/03/2014 | Нетанья    | Ізраїль           | 1 – 3     | Словаччина        | товариський матч  | -    |          |
| 28/05/2014 | Мехіко     | Мексика           | 3 – 0     | Ізраїль           | товариський матч  | -    |          |
| Усього     |            | Матчів            | 12        |                   | Голів             | 7    |          |

## Титули і досягнення
- Чемпіон Ізраїлю (1):

Маккабі (Тель-Авів): 2014-15
- Володар Кубка Ізраїлю (2):

Маккабі (Тель-Авів): 2014-15
Хапоель (Хайфа): 2017-18
- Володар Кубка Тото (1):

Маккабі (Тель-Авів): 2014-15